# Ampelodesmos
Ampelodesmos là một chi thực vật có hoa trong họ Hòa thảo (Poaceae).

## Loài
Chi Ampelodesmos gồm các loài:
- Ampelodesmos ampelodesmon (Cirillo) Kerguélen -  Sicily[6][7]
- Ampelodesmos mauritanicus (Poir.) T.Durand & Schinz - Spain incl Balearic Is, France incl Corsica, Italy incl Sardinia + Sicily, Greece, Algeria, Morocco, Tunisia, Libya

formerly included
see Cortaderia
- Ampelodesmos australis - Cortaderia pilosa